# Emanuel von der Pahlen

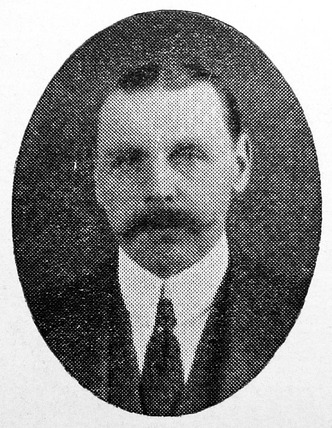
Emanuel von der Pahlen, vor 1917

Emanuel Baron von der Pahlen (* 4. Juli 1882 in Peterhof; † 18. Juli 1952 in Basel) war ein deutsch-baltischer Astronom und Professor der Universität Basel sowie Leiter der dortigen Astronomisch-Meteorologischen Anstalt. Nach ihm wurde 1970 der Von-der-Pahlen-Mondkrater benannt.

## Herkunft
Emanuel von der Pahlen wurde 1882 in der Stadt Peterhof bei Sankt Petersburg geboren. Er stammt aus dem livländischen Adelsgeschlecht von der Pahlen. Sein Vater war der russische Hofjägermeister und Geheimrat Anatol Baron von der Pahlen (1854–1904). Seine Mutter Marie (1850–1940) war eine Tochter des russischen Generalmajors Iwan W. Wuitsch.

## Leben
Emanuel von der Pahlen absolvierte ein Studium der Astronomie in Göttingen. Dort wurde er 1909 mit einer Dissertation zum Thema Über die Wahrscheinlichkeiten von Sternverteilungen promoviert. Im Anschluss war er bis 1914 als Privatgelehrter tätig. Ab 1920 wirkte er in Potsdam, wo er 1923 zum Observator am Einsteinturm (Astrophysikalisches Observatorium Potsdam) ernannt wurde. Diese Funktion hatte er bis 1944 inne. Nach dem Zweiten Weltkrieg lehrte er als Professor Astronomie an der Universität Basel. Außerdem leitete er kurzzeitig die Astronomisch-Meteorologische Anstalt (später Astronomisches Institut) der Universität Basel.
1910 heiratete er Lydia (1888–1969), Tochter des russischen Staatsrats Joseph Abaziew in Twer. Aus der Ehe gingen eine Tochter und ein Sohn hervor.
1952 starb er mit 70 Jahren nach kurzer Krankheit.
Von der Pahlen wurde auf dem Friedhof Sankt Margarethen Nord in Binningen BL bestattet.

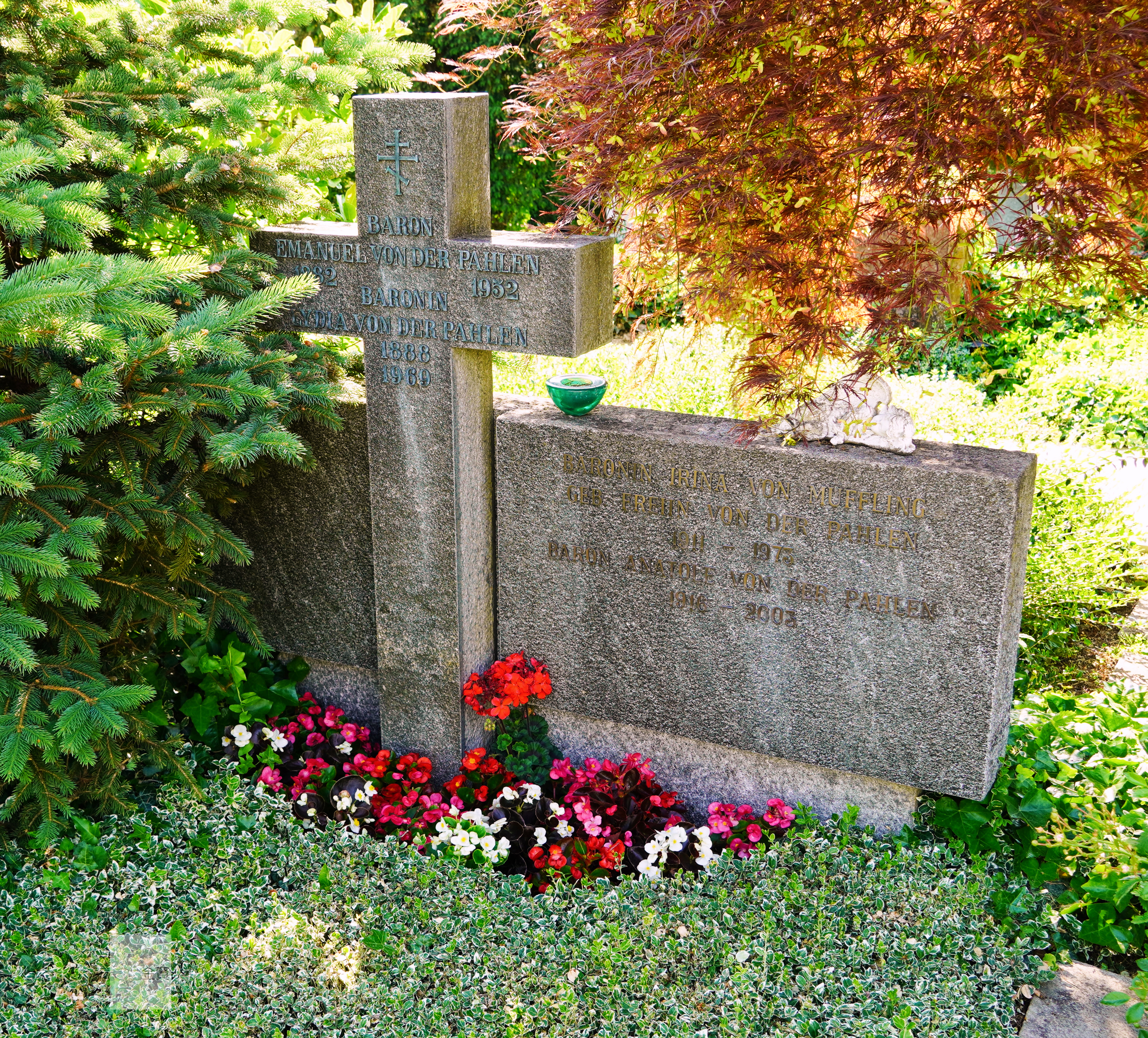
Familiengrab von der Pahlen in Binningen BL

## Forschung
Pahlens Schriften thematisieren überwiegend das System der Fixsterne (Stellarastronomie). Zusammen mit dem deutschen Astrophysiker Erwin Freundlich entwickelte er eine dynamische Deutung des K-Effekts der B-Sterne, die im Milchstraßensystem elliptische Bahnen statt Kreisbahnen annahm. Pahlens Lehrbücher über Stellarstatistik und die Dynamik von Sternsystemen waren jahrzehntelang maßgeblich und beeinflussten die Entwicklung der Stellarastronomie.

## Werke
- Über die Wahrscheinlichkeiten von Sternverteilungen.  W.F. Kaestner, Göttingen 1909.
- Über die Interferenzerscheinungen an keilförmigen Platten. Astrophysical Observatorium, Potsdam 1912.
- Versuch einer dynamischen Deutung des K-Effektes, sowie der Bewegungen im lokalen Sternsystem. Mit Erwin Freundlich. Im Verlage des Observatoriums, Potsdam 1928.
- Untersuchungen über die Sonnenkorona. Mit Arnold Kohlschütter. In: Veröffentlichungen der Universitäts-Sternwarte zu Bonn. Nr. 24, F. Dummler's Verlag, Bonn 1930.
- Lehrbuch der Stellarstatistik. J.A. Barth, Leipzig 1937.
- Einführung in die Dynamik von Sternsystemen. Birkhäuser, Basel 1947.
- Geburt und Tod der Sonne; Sternbildung und subatomare Energie. Birkhäuser, Basel 1947.
- Über die Entstehung der sphärischen Sternhaufen. In: Mitteilungen des Astrophysikalischen Observatoriums Potsdam. Bd. 1, Nr. 18, Springer, Berlin 1947, S. 236–288.